# Jim Doyle
Jim Doyle (1945. november 23.) Wisconsin 44. kormányzója 2002-től. 2006.-ban újraválasztották.

## Fiatalkora
James E. Doyle Sr. és Ruth Bachhuber Doyle gyermekeként Washingtonban született 1945-ben. Három lánytestvére született, gyermekkorukat Madisonban, Wisconsin fővárosában töltötték. Doyle a Stanford Egyetemen tanult, majd Wisconsin–Madison Egyetemen fejezte be tanulmányait. 1972-ben végzett a Harvard Law Schoolon. Az egyetem elvégzése után két éven át tanárként dolgozott Tunéziában a Békehadtest keretei között, majd a Harvard elvégzése után Chinlében a navahó indián rezervátumban ügyvédként és tanárként.

## Közéleti pályafutása
1976-ban Dane megye kerületi ügyészévé választották. A posztot három ciklusban, 1977-től 1982-ig töltötte be. Ezt követően nyolc évig saját ügyvédi irodájában dolgozott, majd 1990-ben Wisconsin főállamügyészévé választották. Posztjára két alkalommal (1994-ben és 1998-ban) is újraválasztották.
A Demokrata Párt jelöltjeként indult a 2002-es kormányzóválasztáson. Elődje Scott McCallum. A 2005-ös választáson republikánus ellenfele Mark Green volt, kinek a szavazatok 45,31 százaléka jutott, azaz 979.427 voks. Doyle 52,70 százalékával, tehát 1.139.115 vokssal győzött, ami a wisconsin kormányzóválasztások történetében a legtöbb egy jelöltre leadott szavazat volt. 32 év után ő volt az első kormányzó akit az államban újraválasztottak. A 2010-es választásokon nem indult jelöltként, utóda Scott Walker lett.

## Családja
Felesége Jessica Laird, két fiuk született.